# 藤原保輔
藤原 保輔（ふじわら の やすすけ）は、平安時代中期の貴族・盗賊。藤原南家巨勢麻呂流、右京大夫・藤原致忠の子。官位は正五位下・右京亮、日向権介。

## 経歴
官人として右兵衛尉・右馬助・右京亮を歴任したが、盗賊としても有名で、『尊卑分脈』でも「強盗の張本、本朝第一の武略、追討の宣旨を蒙ること十五度」と記されている。すなわち「右馬助、正五位、右京亮、右兵衛、強盗張本、本朝第一武略、蒙追討宣旨事十五度、後禁獄自害」。
寛和元年（985年）、源雅信の土御門殿で開かれた大饗において、藤原季孝に対する傷害事件を起こす。さらに、以前兄・藤原斉光を追捕した検非違使・源忠良を射たり、永延2年（988年）閏5月には藤原景斉・茜是茂の屋敷への強盗を行うなどの罪を重ねた。これらの罪状により、保輔に対する捜索は続けられ、朝廷より保輔を追捕した者には恩賞を与えると発表され、さらには父・致忠が検非違使に連行・監禁された。この状況に危機感を持った保輔は同年6月14日に北花園寺で剃髪・出家したが、まもなく以前の手下であった足羽忠信の密告よって捕らえられた。なお、逮捕の際、保輔は自らの腹部を刀で傷つけ腸を引きずり出して自害を図り、翌日その傷がもとで獄中で没したという。なお、これは記録に残る日本最古の切腹の事例で、以降武士の自殺の手段として切腹が用いられるようになったという。
後世『今昔物語集』などに見える盗賊の袴垂（はかまだれ）と同一視され、袴垂保輔という伝説的人物となった。『今昔物語』『宇治拾遺物語』では袴垂というあざなのみである。『続古事談』で始めて袴垂保輔とあり、「元方の民部卿の孫、致忠朝臣ノ子也」とある。

## 説話
『宇治拾遺物語』には、保輔が自分の屋敷の蔵の床下に穴を掘り、商人を蔵に呼びつけて物を買ったそばからこの穴に突き落として殺していた、という説話が語られている。

## 関連作品
- 平安群盗伝 袴だれ保輔 - 吉川英治の短編小説。1951年に映画化された（監督：滝沢英輔、主演：池部良）[4]。